# Steve McQueen
Steve McQueen, ameriški filmski in gledališki igralec, * 24. marec 1930, Beech Grove, Indiana, ZDA, † 7. november 1980, Ciudad Juárez, Chihuahua, Mehika.
McQueen je ena od legend ameriške in svetovne kinematografije. Najbolj je znan po svojih vlogah v filmih, kot so The Magnificent Seven (1960), The Great Escape (1963), The Sand Pebbles (1966), The Thomas Crown Affair (1968), Bullitt (1968), Papillon (1973) in The Towering Inferno (1974).
Bil je nominiran za oskarja, leta 1967 za najboljšo moško vlogo v filmu The Sand Pebbles. Štirikrat je bil tudi nominiran za Zlati globus za najboljšega igralca.

## Najpomembnejši filmi
- 1958–1961 (Wanted: Dead or Alive) - TV serija
- 1960 (The Magnificent Seven)
- 1962 (Hell Is for Heroes)
- 1963 (The Great Escape )
- 1963 (Love with the Proper Stranger )
- 1965 (The Cincinnati Kid )
- 1966 (The Sand Pebbles )
- 1968 (The Thomas Crown Affair )
- 1968 Bullitt (Bullitt)
- 1972 (The Getaway )
- 1973 (Papillon )
- 1974 (The Towering Inferno)
- 1980 (Tom Horn)